# Richard Peirse
El mariscal en cap de l'aire Sir Richard Edmund Charles Peirse KCB, DSO, AFC (30 de setembre de 1892 - 5 d'agost de 1970) va servir com a comandant superior de la Royal Air Force.

## Biografia
Fill de l'almirall Sir Richard Peirse i la seva dona Blanche Melville Wemyss-Whittaker, Richard Peirse va estudiar a la secció d'escola júnior de l'escola Monkton Combe, a Bath, Somerset,  a l'HMS  Conway i al King's College de Londres. Va esdevenir Guardiamarina a la Reserva de Voluntaris de la Royal Navy i va ser comissionat el 1912. Va ser guardonat amb l'orde del Servei Distingit per la seva contribució a l'atac aeri sobre Dunkerque el 23 de gener de 1915. i va ser ascendit a comandant de vol el maig de 1915  Va ser ascendit encara més el juliol de 1916 a comandant d'esquadró. Durant la guerra també va servir a Gal·lipolí i Itàlia.
Més tard aquell mateix any, el 18 d'agost de 1915, Peirse es va casar amb Mary Joyce Ledgard (1894–1975), la filla menor del Sr. i la Sra. Armitage Ledgard, de Manor House, Thorner, Yorkshire. Van tenir un fill i una filla. El matrimoni es va dissoldre el 1945.
Peirse va servir com a pilot al Royal Naval Air Service fins a l'1 d'abril de 1918, quan va passar a formar part de la Royal Air Force. Amb la formació de la RAF, Peirse va esdevenir oficial comandant de l'esquadró núm. 222.Després de ser ascendit a comandant d'ala el gener de 1922, el 1923 va esdevenir comandant d'estació a RAF Gosport i el 1929 va ser nomenat comandant d'estació a RAF Heliopolis. També va ser ascendit a capità de grup el 1929. Entre 1936 i 1939 va ser comandant de les forces britàniques a Palestina i Transjordània.
Peirse va arribar a ser subdirector d'Operacions i Intel·ligència al Ministeri de l'Aire el 1930 i, després d'haver estat ascendit a comodor de l'aire el 1933, va ser nomenat oficial de l'aire comandant del Comandament de Transjordania de Palestina durant la revolta àrab a Palestina. Ascendit de nou, aquesta vegada a vicemariscal de l'aire el 1936, va ser nomenat sotscap de l'Estat Major de l'Aire i director d'Operacions i Intel•ligència el gener de 1937.
Durant la Segona Guerra Mundial, com a mariscal de l'aire temporal, Peirse va esdevenir vicecap de l'Estat Major de l'Aire a partir de l'abril de 1940 i, després de confirmar el seu rang com a permanent al juliol, va esdevenir comandant en cap del Comandament de Bombarders de l'Aire a partir de l'octubre. Va presidir una gran expansió de la força de bombarders (i va aparèixer a la pel·lícula de propaganda Target for Tonight). Davant de les pèrdues creixents i la manca d'evidència d'un impacte significatiu a Alemanya, va ser destituït de les seves funcions com a comandant de la força de bombarders el gener de 1942. Va ser substituït per Arthur Harris.
Quan els informes de Witold Pilecki sobre el tracte dels jueus a Auschwitz van arribar a Londres a través del govern polonès a l'exili, Peirse, aleshores cap del Comandament de Bombarders, va quedar intrigat pel seu suggeriment que el camp fos bombardejat per permetre que els presoners escapessin, tot i que el viatge d'anada i tornada de 2.700 quilòmetres des de la base aèria de Stradishall a Suffolk fins a Auschwitz era més llarg que qualsevol missió que la RAF havia intentat fins ara. Charles Portal, cap de l'estat major aeri, però, va rebutjar la idea com una "desviació indesitjable i poc probable que aconseguís el seu propòsit".
A principis de 1942, Peirse va ser nomenat comandant de les forces aèries aliades al sud-est asiàtic i al Pacífic sud-oest, un càrrec conegut com a ABDAIR i que formava part del Comandament americà-britànic-neerlandès-australià (ABDA), de curta durada. Quan les Índies Orientals Neerlandeses van caure en mans de les forces japoneses, durant el febrer i el març, l'ABDA es va dissoldre.
El març de 1943, Peirse va ser nomenat comandant en cap de l'aire de RAF India i el novembre de 1943 va ser nomenat comandant en cap de les forces aèries aliades del sud-est asiàtic. Va supervisar la construcció del seu comandament, des d'una petita força desmoralitzada i mal organitzada amb una col·lecció d'avions obsolets fins a una força poderosa amb una superioritat numèrica de tres a un sobre l'enemic. Tot i que es considerava una mica distant, va lluitar ferotgement per aconseguir l'estructura i els recursos necessaris per al seu comandament i es va veure que va fer una contribució capaç a la direcció superior de la guerra al teatre del sud-est asiàtic.
Després d'una pròrroga de sis mesos, el mandat de Peirse va expirar el novembre de 1944 i no es va renovar. Es va retirar el maig de 1945 amb el rang de mariscal en cap de l'aire, però mai va rebre l'ascens al nivell de Gran Creu en les ordres de cavalleria que normalment s'hauria atorgat a un oficial del seu rang en aquell moment. La raó de la interrupció brusca de la seva carrera va ser la seva aventura amb Lady (Jessie) Auchinleck, l'esposa del seu amic, el mariscal de camp Sir Claude Auchinleck, el comandant en cap de l'Índia.
L'afer va arribar a coneixement de Lord Mountbatten a principis de 1944, i va passar la informació al cap de la RAF, Sir Charles Portal, amb l'esperança que Peirse fos cridat. L'afer era de domini públic al setembre de 1944 i es considerava que Peirse estava descuidant les seves funcions. Mountbatten va enviar Peirse i Lady Auchinleck de tornada a Anglaterra el 28 de novembre de 1944, on van viure junts en un hotel de Brighton. El matrimoni de Peirse es va dissoldre el 1945, i els Auchinleck es van divorciar el desembre de 1945. Peirse i l'ex-Lady Auchinleck es van casar l'any següent.
Va morir el 5 d'agost de 1970 al Princess Mary's RAF Hospital, Wendove.

## Historial de promocions
Guardiamarina – 1912
 Sotstinent – 1 de novembre de 1912
 Tinent – 1 de juliol de 1914
 Tinent de Vol – 7 de maig de 1915
 Cap d'Esquadró – 1 d'agost de 1919 (temporal: 30 de juny de 1916)
 Comandant d'Ala -1 de gener de 1922 (en funcions: 31 de desembre de 1917)
 Capità de Grup – 1 de juliol de 1929
 Comodor de l'Aire – 1 de juliol de 1933
 Vicemariscal de l'Aire – 1 de gener de 1936
 Mariscal de l'Aire – 14 d'abril de 1942  (en funcions: 30 d'octubre de 1939; temporal: 1 de juliol de 1940)
 Mariscal en Cap de l'Aire – maig de 1945 (temporal: 1 de juliol de 1942)

## Condecoracions
Cavaller Comandant de l'orde del Bany – 11 de juliol de 1940
 Company de l'orde del Bany – 6 de novembre de 1936
 Orde del Servei Distingit  – 10 d'abril de 1915
 Creu de la Força Aèria – 1 de gener de 1919
 Menció als Despatxos (3) – 17 de febrer de 1915, 3 de juny de 1918 i 3 de desembre de 1942.
 Medalla Britànica de la Guerra 1914-20
 Medalla de la Victòria 1914-1918
 Estrella de 1939-45
 Estrella de Birmània
 Medalla de la Defensa
 Medalla de la Guerra 1939-1945
 Creu al Mèrit d'Itàlia – 1 d'abril de 1919
 Gran Oficial de l'orde Polònia Restituta (Polonia) – 29 de maig de 1942
 Gran Creu de l'orde d'Orange-Nassau (Països Baixos) – 12 de gener de 1943
 Comandant de la Legió del Mèrit (Estats Units) – 15 de març de 1946
 Orde del Núvol i la Bandera de 3a classe (Xina) – 29 de juliol de 1947